# Клин (Александрийский сельсовет)
Клин (бел. Клін) — деревня в Александрийском сельсовете Шкловского района Могилёвской области Белоруссии.
Клин находится к юго-востоку от деревни Староселье, восточнее автодороги из Шклова в Староселье.
К востоку от Клина построена крупная молочнотоварная ферма ОАО «Александрийское».